# فیلم بلند کلمه

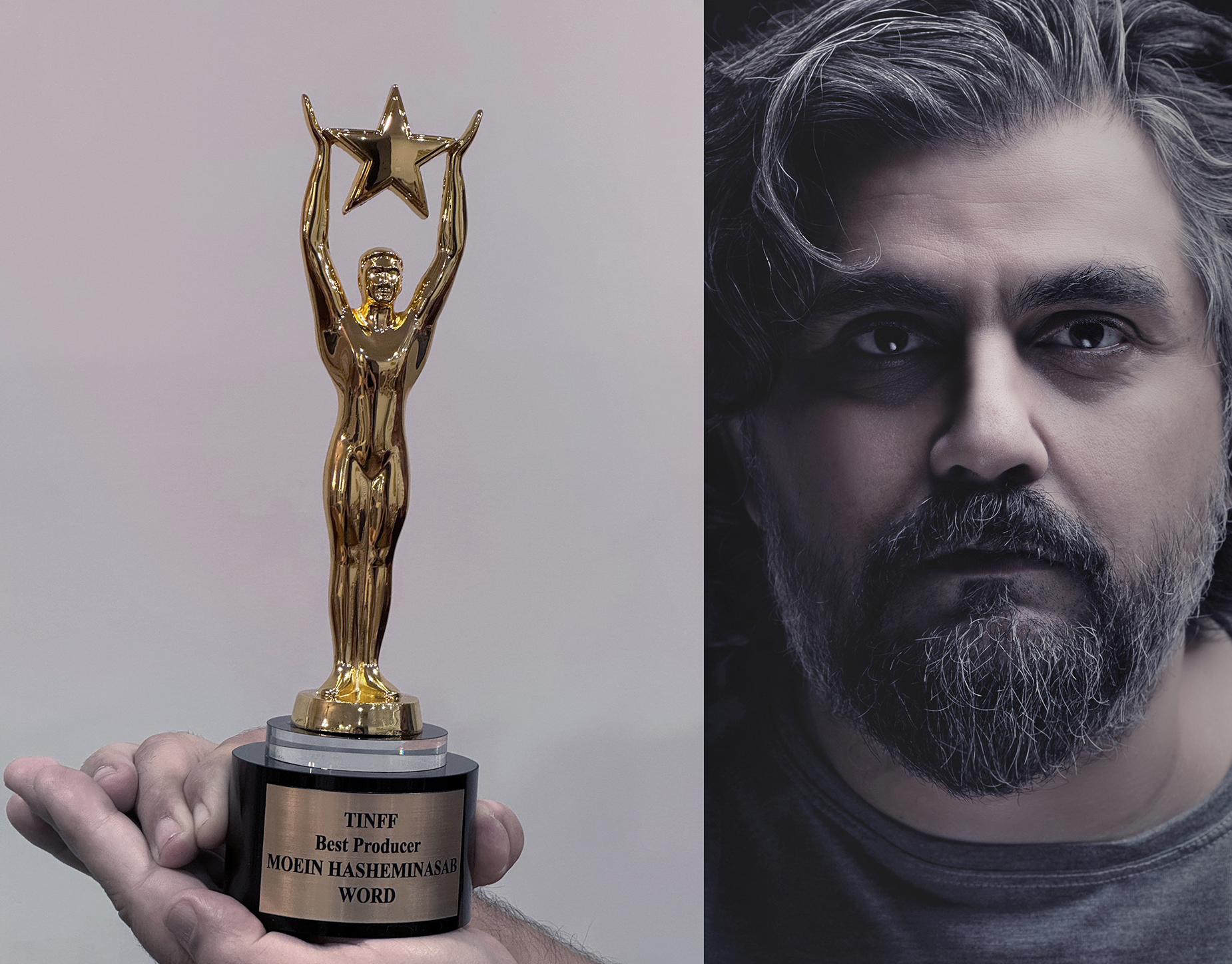
معین هاشمی نسب در کنار عکسی از جایزه‌ی فیلم کلمه، مربوط به جشنواره‌ی TINFF تورنتو

فیلم بلند "کلمه" (Word 2024) ساخته‌ی معین هاشمی‌ نسب و با بازی سمیرا حسینی، برنده‌ی جایزه‌ی بهترین فیلم بلند (تهیه‌کننده) سال ۲۰۲۴ در فستیوال TINFF تورنتو شد.
همچنین جایزه هیئت داوران بهترین فیلم بلند تجربی در جشنواره ARFF آمستردام را نیز از آن خود کرد.
تهیه‌کننده، نویسنده و کارگردان این فیلم معین هاشمی نسب میباشد.
این فیلم 72 دقیقه می‌باشد و در سبک درام و دلهره‌آور است.
معین هاشمی‌نسب فیلمبرداری و تدوین این فیلم را نیز به عهده داشته است.
مجری طرح فیلم کلمه، فرزام شکاری میباشد.
بازیگران: سمیرا حسینی، محمدعلی صلاحی، مصطفی پروین، نگین سرتیپی، فرشته لیوانی، فرنوش تدین، آناهیتا اتحاد، باران اردبیلی، آران اطمینان
موسیقی برای پیانو و بازیگر پیانیست در این فیلم، محمدعلی صلاحی میباشد.
گریمورهای فیلم کلمه، نسیم آقایی و فریده حسینی هستند.
خلاصه فیلم: این فیلم، داستان دختری‌ست که در کودکی مادر خود را از دست می‌دهد و همچنین پدرش از خانه فرار میکند. در ادامه، این دختر به شکلی دلهره‌آور به دنبال دلیل مرگ مادر، پنهان شدن پدرش و همچنین حقایق زندگی خود می‌گردد.
| فستیوال                        | جوایز                                     | سال  | کشور    |
| ------------------------------ | ----------------------------------------- | ---- | ------- |
| TINFF                          | جایزه‌ بهترین تهیه کنندگی فیلم بلند        | 2024 | کانادا  |
| ARFF Amsterdam                 | جایزه‌ بهترین فیلم بلند از سوی هیئت داوران | 2024 | هلند    |
| MWFIFF                         | جایزه‌ بهترین فیلم بلند                    | 2024 | هند     |
| Creative Creeds                | جایزه‌ بهترین فیلم بلند                    | 2024 | هند     |
| MADRIFF                        | نامزد دریافت بهترین فیلم بلند             | 2024 | اسپانیا |
| Stockholm City Film Festival   | نامزد دریافت بهترین فیلم بلند             | 2024 | سوئد    |
| International Brightlight Film | نامزد دریافت بهترین فیلم بلند             | 2024 | آمریکا  |
| TINFF                          | نامزد دریافت بهترین فیلم بلند             | 2024 | کانادا  |
| TINFF                          | نامزد دریافت بهترین فیلم بلند آسیایی      | 2024 | کانادا  |
| TINFF                          | نامزد دریافت بهترین پرفورمنس              | 2024 | کانادا  |
| TINFF                          | نامزد دریافت بهترین کارگردانی سبک درام    | 2024 | کانادا  |

1. ↑  «آژانس هنری چآرت | معین هاشمی نسب». chaart.agency. دریافت‌شده در ۲۰۲۴-۱۰-۰۷.
2. ↑  Word (2024) - Awards - IMDb (به انگلیسی), retrieved 2024-10-07
3. ↑  Word (2024) - Awards - IMDb (به انگلیسی), retrieved 2024-09-28
4. ↑  «Instagram». www.instagram.com. دریافت‌شده در ۲۰۲۴-۰۹-۲۸.
5. 1 2 3 4  «Instagram». www.instagram.com. دریافت‌شده در ۲۰۲۴-۰۹-۳۰.